# چک منگلا
چک منگلا (به انگلیسی: Chak Mangla) یک روستا در پاکستان است که در پنجاب واقع شده‌است.